# 第4裝甲旅 (以色列)
第4基里亞提裝甲旅（希伯來語：‎，前稱第166旅及第402旅）是以色列国防军的後備部隊，於1948年2月由哈加納部隊組建而成。